# ГАЗ-3110
ГАЗ-3110 «Волга» — це легковий автомобіль Е класу сімейства «Волга» в 4-дверному кузові седан, що виготовлявся на Горківському автомобільному заводі з 1997 по 2004 рік.

## Двигун та його системи
Модель — ЗМЗ-402.Тип — Карбюраторний. Число циліндрів і їх розташування — Чотири, рядне вертикальне. Порядок роботи циліндрів — 1-2-4-3.Діаметр циліндра і хід поршня, мм 92х92.Робочий об'єм двигуна, л — 2,445.Ступінь стиснення — 8,2.Максимальна потужність, кВт (к. с.), не менше — 73,5 (100).Максимальний крутний момент, кгс? М, не менше — 18,6.Карбюратор — К-151.Застосовується паливо — Бензин АІ-93.Система змащення — Комбінована — під тиском і розбризкуванням. Система вентиляції — Закрита примусова, діюча за рахунок розрідження у впускний трубі. Система охолодження — рідинна закрита з примусовою циркуляцією рідини і розширювальним бачком. Охолоджуюча рідина ТОСОЛ-А40М або ОЖ-40 «Лена». Термостат — ТС 107-01.

## Трансмісія
Зчеплення — однодисковое сухе з гідравлічним приводом включення. Ведучий диск — діафрагмового типу або пружинно-важільного. Натискний диск (зовнішній діаметр, мм) — 242 або 230. Ведений диск (зовнішній діаметр, мм) — 225. Картер зчеплення — з нижнім люком, закритим штампованим піддоном. Маса незаправленого двигуна зі зчепленням і електроустаткуванням, кг — 184. Коробка передач — механічна п'ятиступінчаста з синхронізаторами на всіх передачах або чотириступінчаста. Карданна передача — двохвальна з проміжною опорою або одновальна. Задній міст — з нероз'ємним картером. Головна передача — конічна гіпоїдна. Передаточне число головної передачі — 3,9.

## Ходова частина
Передня підвіска — незалежна пружинна на поперечних важелях зі стабілізатором поперечної стійкості. Задня підвіска — залежна на поздовжніх напівеліптичних ресорах. Амортизатори — гідравлічні телескопічні двосторонньої дії. Колеса — штамповані дискові зі знімними ковпаками 6,5 Jx15H2. Шини — низькопрофільні радіальні безкамерні 195/65R15.

## Історія моделі

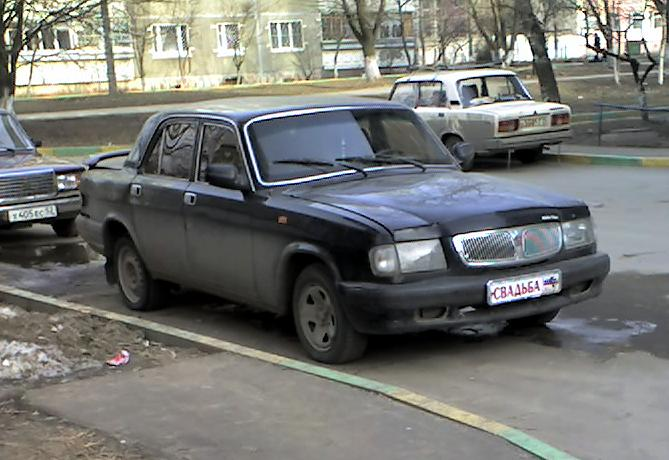
ГАЗ 3110 «Волга» (2000—2005)

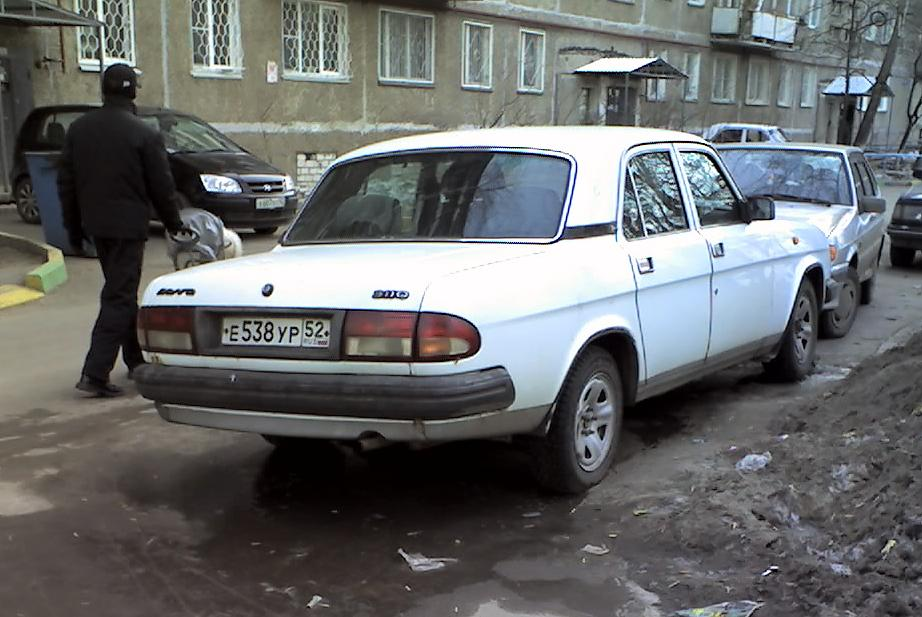
ГАЗ 3110 «Волга»

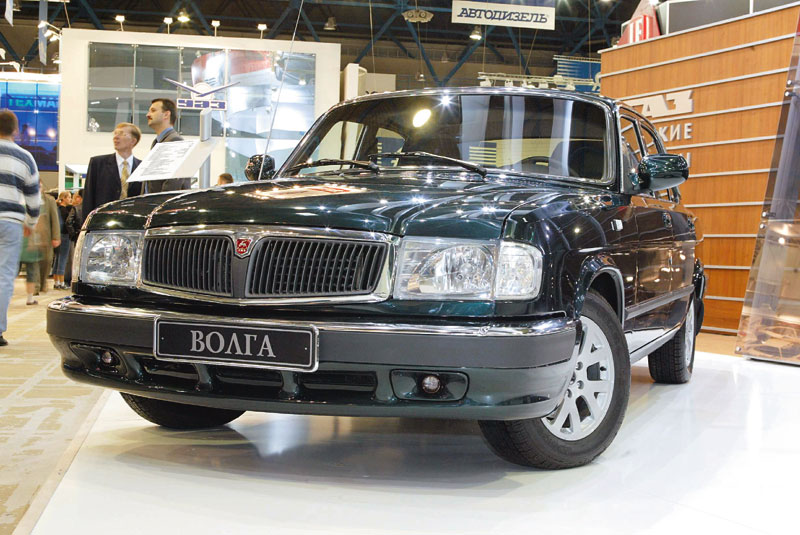
проект модернізації ГАЗ 3110 «Волга» 2003 року

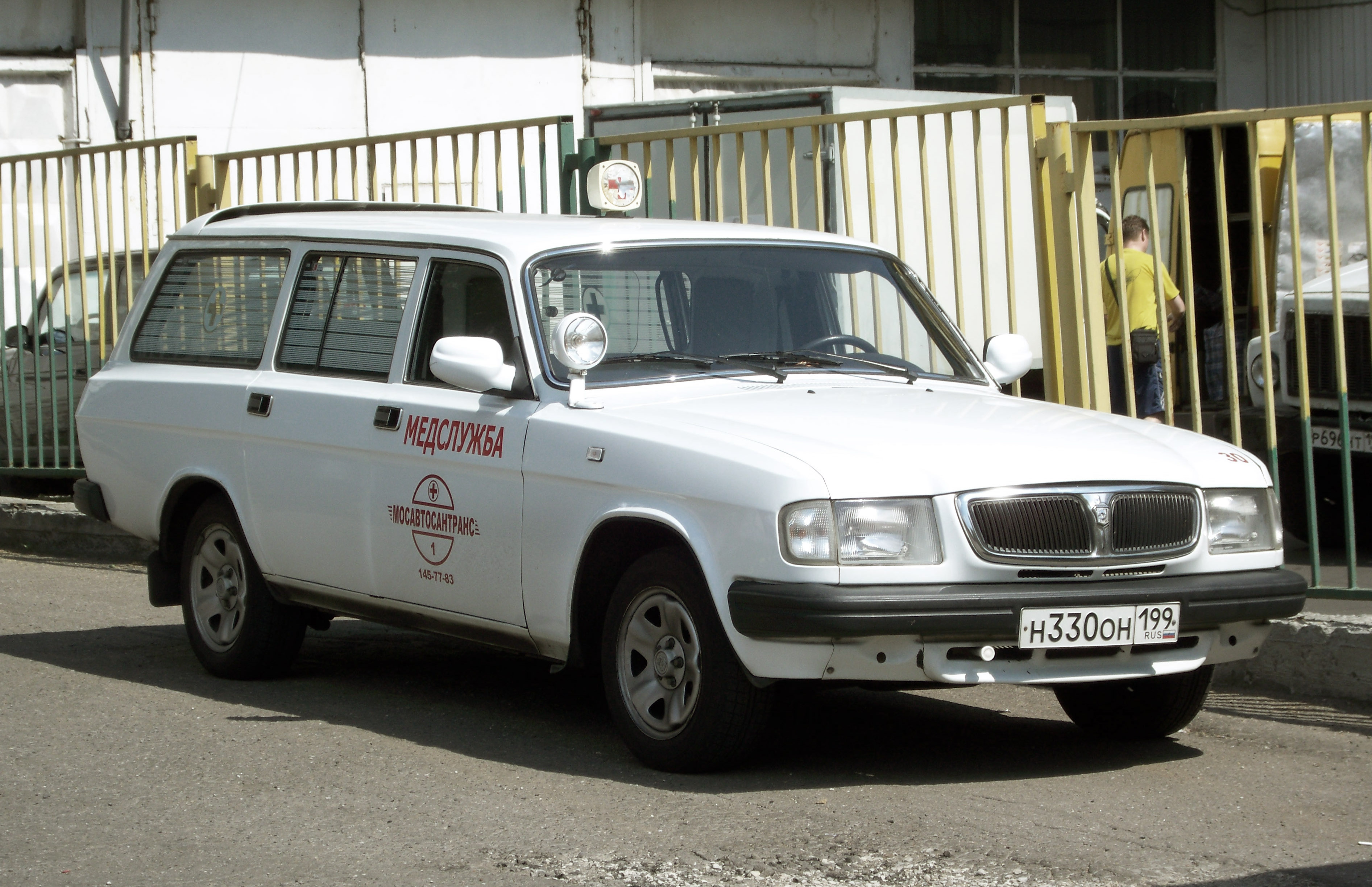
ГАЗ 310223 «Волга»

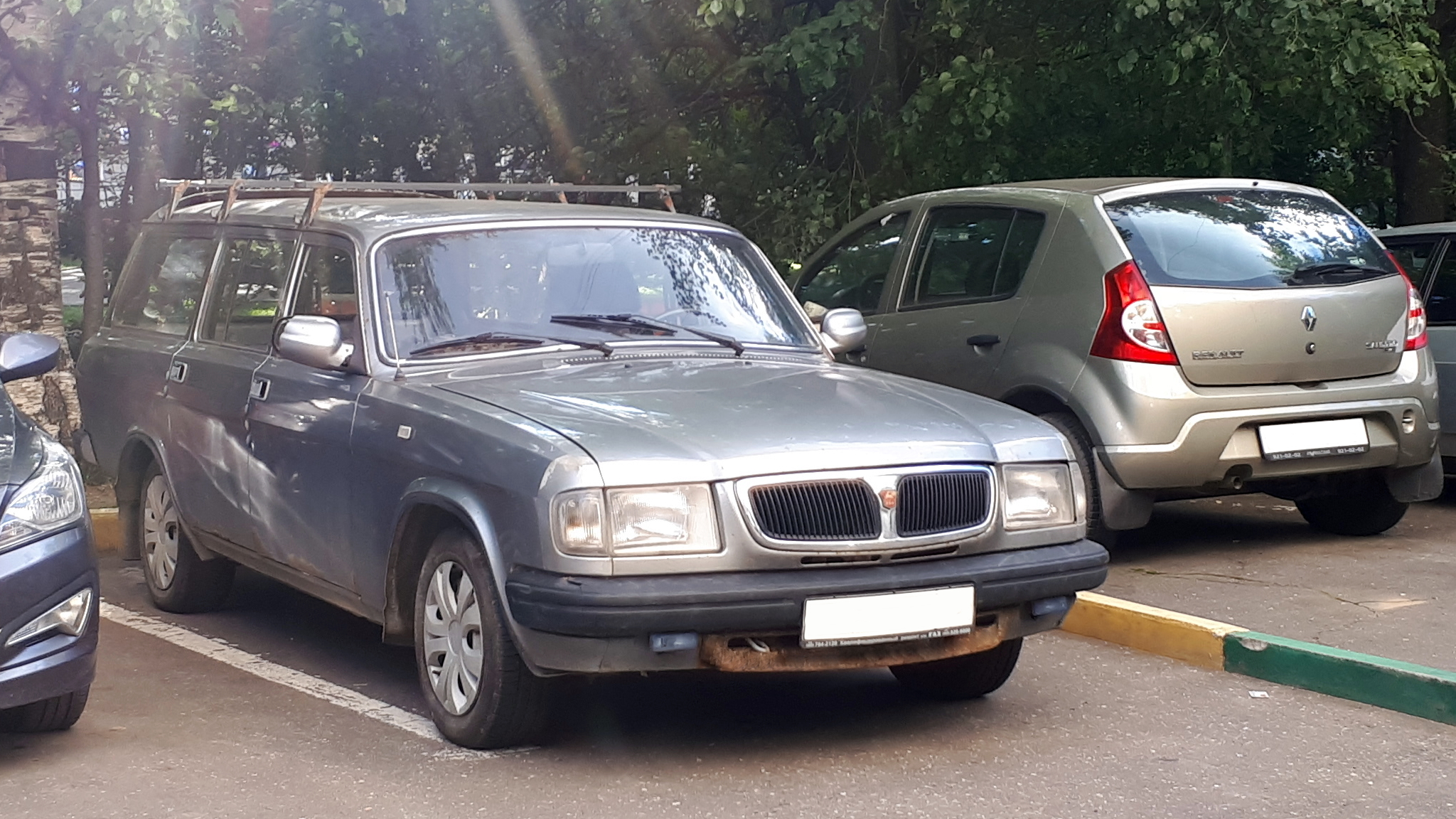
ГАЗ 310222 «Волга»

Модель ГАЗ-3110 вперше була представлена російською автомобільною компанією ГАЗ (Горьковський автомобільний завод) у 1996 році. Ця модель, по суті, являла собою модернізовану версію свого попередника під назвою ГАЗ-31029.
Зовнішніми відмінними рисами були нові крила, форма даху, капот, фартухи, решітка радіатора. Колишніми залишилися лише двері. Перший час автомобілі ГАЗ-3110 оснащувалися вузькими чорними бамперами, а вже з 2000 року вони були замінені новими сучасними бамперами, які стали забарвлюватися в колір кузова. Вони надавали автомобілю значніший вигляд за рахунок додаткових об'ємів. Відмінною особливістю була і кришка багажника, яка відкривалася від самого бампера для того, щоб полегшити навантаження речей в багажне відділення. У 2001 році автомобілі стали офарблювати і ґрунтувати за новою системою, що дозволило збільшити термін служби кузова. Існувала і спеціальна версія ГАЗ-3110 для служб таксі, яка мала спеціальної розфарбуванням, підготовкою під таксометр і обробкою салону з легкомиюче матеріалів.
Для автомобіля ГАЗ-3110 пропонувалося п'ять варіантів двигунів: бензинові ЗМЗ-402.10 об'ємом 2.5 літра потужністю 100 к.с.; ЗМЗ-4021.10 об'ємом 2.5 літра потужністю 90 к.с.; ЗМЗ-4062.10 об'ємом 2.3 літра і потужністю 150 к.с.; а також турбодизельні силові агрегати ГАЗ-560 (ГАЗ-3110-600) і ГАЗ-5601 (ГАЗ-3110-601). Самі ж турбодизелі випускалися за ліцензією компанії «Steyr». На 3110 встановлювалася 5-ступінчаста механічна коробка передач. Гальмівна система мала у своєму складі передні дискові і задні барабанні гальма.
Передня підвіска автомобіля ГАЗ-3110 була незалежною на поперечних важелях з пружинами і включала в себе телескопічні амортизатори. Задня ж підвіска була залежною, ресорної з амортизаторами.
У 2003 році седан ГАЗ-3110 зазнав, як деякі зовнішні зміни, так і оновлення в плані технічного оснащення. Автомобіль отримав нову решітку радіатора, фари головного світла, проте вони були як раніше прямокутної форми. Задні ліхтарі, отримали вбудовані круглі відбивачі, замки отримали центральну блокування, а ручки дверей стали підйомними. Що стосується технічної частини, то автомобіль одержав передню бесшкворневая підвіску.
У 2004 році вийшла модель ГАЗ-31105, яка в подальшому прийшла на зміну автомобілю ГАЗ-3110, чиє виробництво було остаточно завершено в першому кварталі 2005 року, повністю звільнивши дорогу 31105.

## Модифікації
- ГАЗ-3110-446 / -447 — версії таксі зі спеціальним розфарбуванням, підготовкою під таксометрів і обробкою салону з легкомиючих матеріалів;
- ГАЗ-3110-600 / -601 — версії з турбодизельними двигунами ГАЗ-560 і ГАЗ-5601, які випускаються за ліцензією Steyr. Відрізняються зниженою до 7,1 — 8,5 л / 100 км середньою витратою дизельного палива, проти середньої витрати в 11,5 — 13,5 л / 100 км у бензинових версій. Випускалися обмеженою серією (не більше 150—200 од. В рік);
- ГАЗ-310221 — модель з 5-місним (за замовленням 7-місним) 5-дверним кузовом універсал, уніфікована з седаном 3110 за оперенню, силових установок і ходової частини;
- ГАЗ-310223 — медична версія універсала з 4-дверним кузовом для перевезення одного хворого на ношах і трьох осіб медперсоналу.